# Encymon ferialis ferialis
Encymon ferialis ferialis es una subespecie de coleóptero de la familia Endomychidae.

## Distribución geográfica
Habita en Borneo.